# Gorgota
Gorgota è un comune della Romania di 5 414 abitanti, ubicato nel distretto di Prahova, nella regione storica della Muntenia. 
Il comune è formato dall'unione di 5 villaggi: Crivina, Fânari, Gorgota, Poienarii Apostoli, Potigrafu.
Nel villaggio di Potigrafu sono state girate alcune scene del film Ritorno a Cold Mountain.